# アレクサンダー&ボールドウィン砂糖博物館
アレクサンダー&ボールドウィン砂糖博物館（アレクサンダー アンド ボールドウィンさとうはくぶつかん、Alexander & Baldwin Sugar Museum）は、ハワイ州マウイ島のプウネネにある博物館。1987年にオープン。ハワイ最大の砂糖会社であるアレクサンダー&ボールドウィンを含む、ハワイの砂糖産業の歴史資料が展示されている。
博物館となっている建物はもともと農地管理のための施設で1902年に作られたものをそのまま使用している。博物館の外には畑の整備に使われたオーブンや運搬に使用されたカフルイ鉄道の車両がある。